# Tubbia tasmanica
Tubbia tasmanica is een straalvinnige vissensoort uit de familie van Centrolophidae. De wetenschappelijke naam van de soort is voor het eerst geldig gepubliceerd in 1943 door Whitley.